# Los Choneros
Los Choneros é um grupo terrorista equatoriano do cantão de Chone, na província de Manabí, formado por duas gangues chamadas Fatales (lideradas por Adolfo Macias, conhecido como "Fito") e Las Águilas (liderada por Junior Roldan, conhecido como "JR"). Praticam extorsão, assassinato, sicariato, tráfico de drogas, entre outros crimes. Atualmente estão presentes em grande parte do litoral equatoriano e, segundo a polícia, são o braço armado de um cartel colombiano com interesses dentro do país. Seus líderes originais estão presos ou foram assassinados e muitos fizeram parte do lista dos mais procurados no Equador.

## Etimologia
Seu nome Los Choneros provém do gentílico utilizado na localidade em que surgiram. Atualmente, essa palavra por estar associada ao bando criminoso sofre uma acepção pejorativa e, por isso, os cidadãos de Chone preferem ser chamados de chonenses para não serem confundidos com os criminosos.

## Ruptura com vários subgrupos
Após a morte de Jorge Luis Zambrano (vulgo "Rasquiña"), líder da gangue Los Choneros, seu sucessor José Macias Villamar (vulgo "Fito") fez com que os subgrupos que operavam como parte de Los Choneros se dividissem e iniciassem uma guerra pela liderança. Em 23 de fevereiro de 2021, esses subgrupos atacaram a gangue original de Los Choneros em três penitenciárias do Equador. O Servicio Nacional de Atención Integral (SNAI) informou que 79 reclusos foram mortos e dezenas de prisioneiros ficaram feridos, no que tornou-se um dos massacres prisionais mais sangrentos no Equador e na América.
Os subgrupos Los Lobos, Los Tiguerones, Los Chone Killers e Los Pipos que operavam como parte de Los Choneros e organizaram o massacre carcerário, uniram-se em uma nova estrutura em 2021, que foi denominada Nueva Generación, em referência ao seu relacionamento de narcotráfico com o Cartel de Jalisco Nova Geração (CJNG) do México para disputar território com os Los Choneros e buscar liderar o mercado do narcotráfico no Equador.